# Daryl Johnston
Daryl Peter Johnston (* 10. Februar 1966 in Youngstown, New York), Spitzname: Moose ist ein ehemaliger US-amerikanischer American-Football-Spieler auf der Position des Fullbacks. Er spielte für die Dallas Cowboys in der National Football League (NFL).

## Spielerlaufbahn

### Collegekarriere
Daryl Johnston wuchs in Youngstown auf und besuchte dort die Highschool. Er machte dort die erste Ausbildung zum Footballspieler. Ab 1985 besuchte er die Syracuse University und spielte dort bis 1988 bei den Syracuse Orangemen. Johnston machte durch seine kraftvollen Läufe auf sich aufmerksam. Während seiner Collegeausbildung erlief er 1830 Yards und fing 46 Pässe.

### Profikarriere
1989 wurde er von einem der schlechtesten Teams der NFL, den Dallas Cowboys, an der 39. Stelle in der zweiten Runde der NFL Draft 1989 gewählt. Johnston sollte sich zu einem wichtigen Bestandteil in der Offense der Cowboys entwickeln. Zusammen mit weiteren Schlüsselspielern, die durch den Eigentümer der Cowboys Jerry Jones und dem Trainer der Mannschaft Jimmy Johnson verpflichtet wurden, gelang es die Mannschaft sukzessive durch junge, erfolgshungrige Spieler zu verstärken. Als Rookies, bzw. von anderen Clubs verpflichtet wurden unter anderem der Wide Receiver Alvin Harper, der Runningback Emmitt Smith, der Tight End Jay Novacek, der Quarterback Troy Aikman oder der Offensive Tackle Erik Williams. Darüber hinaus gelang es dem bereits seit 1988 bei den Cowboy spielenden Wide Receiver Michael Irvin einen Kreuzbandriss zu überwinden. Der bereits seit längerer Zeit bei den Cowboys spielende Jim Jeffcoat und der später verpflichtete Darren Woodson halfen aus der Defense ein Bollwerk zu machen. In Emmitt Smith fand Johnston den Partner, den er für sein kraftvolles Spiel, für seine Blocks, brauchte. Die Cowboys entwickelten sich zu dem dominierenden Footballteam der 1990er Jahre.
Zusammen mit Smith bildete Johnston eine perfekte Angriffswaffe. Johnston gelang es immer wieder Smith den Weg in die Endzone der gegnerischen Mannschaft frei zu blocken. Smiths Willensstärke, seine Laufdynamik, seine Fähigkeit Lücken in der gegnerischen Defense zu erspähen, sein perfektes Timing machten ihn zu einem idealen Partner. Darüber hinaus glänzte Johnston aber auch durch eigene Läufe mit dem Ball oder durch Passfänge. Die Cowboys nutzten dabei aus, dass sich die gegnerischen Abwehrreihen immer wieder nur auf Smith oder die schnellen Wide Receiver konzentrierten. So gelang es Johnston insgesamt 22 Touchdowns in seiner Karriere zu erzielen.
Johnston gewann mit seiner Mannschaft insgesamt dreimal die US-amerikanische Meisterschaft im Profifootball – den Super Bowl – im Endspiel 1992/93 Super Bowl XXVII gegen die Buffalo Bills mit 52:17, im Endspiel 1993/94 Super Bowl XXVIII erneut gegen die Mannschaft aus Buffalo mit 30:13 und im Endspiel 1995/96 Super Bowl XXX gegen die Pittsburgh Steelers mit 27:17. Nach elf Spielzeiten beendete Johnston seiner Karriere im Jahr 1999.

### Ehrungen
Er spielte zweimal im Pro Bowl, dem Saisonabschlussspiel der besten Spieler einer Saison. Er ist Mitglied des Dallas Cowboys All-Star-Teams.
Aufgrund seiner gedrungenen Gestalt erhielt er schnell den Spitznamen Moose (Elch). Den Namen Moose sollte er nicht mehr loswerden. Er ziert noch heute zahlreiche Sportdevotionalien. Der Ruf „Mooooooosse“ wurde in jedem Stadion laut, wenn Johnston am Ball war.

## Nach der NFL-Karriere
Johnston arbeitet heute als Moderator für das Fernsehen und kommentiert bei FOX Footballspiele. Johnston kümmert sich ferner um die literarische Fortbildung junger Menschen und hat dazu seine eigene Radiosendung. Darüber hinaus ist er sozial engagiert und unterstützt gemeinnützige Organisationen, die in der Krebsvorsorge für Kinder aktiv sind. Johnston ist mit dem ehemaligen Fotomodell Diane Krebs verheiratet. Das Paar hat zwei Kinder.